# Nurpur (stato)
Lo stato di Nurpur fu uno stato principesco del subcontinente indiano, avente per capitale la città di Nurpur.

## Storia
Il regno di Nurpur, originariamente noto col nome di Dhameri (धमेरी/دھمیری/ਧਮੇਰੀ), venne fondato a metà dell'XI secolo dai Tomara di Delhi. Jhetpal, il fondatore del principato nel 1064, era fratello minore di Anangpal II di Tomar.
Ibrahim di Ghazna (1059-1099) inviò suo figlio Mahmud e un'armata di 40.000 cavalieri a razziare Doab nella regione del Punjab tra il 1063 ed il 1070, e Jhetpal Tomar guidò a sua volta una spedizione militare per proteggere il re Jagdish Chand di Katoch riuscendo a riconquistare il forte di Kangra. A causa dei costanti attacchi, il regno di Trigarta decise di spostare la sua capitale da Doab al forte di Kangra nel 1070. Per queste attività ed altre lo stato di Nurpur ottenne fama e ricchezze.
Nurpur raggiunse l'apice del suo potere tra il 1580 ed il 1613 durante il regno del raja Basu Dev che costruì un grande forte difensivo ancora visibile, ma già suo figlio Suraj Mal of Nurpur venne tolto dal trono dai moghul nel 1618.
Nel 1620 il cambio di nome da Dhameri a Nurpur venne realizzato dal raja Jagat Singh per onorare l'imperatore moghul e sua moglie, l'imperatrice Nur. Il regno di Nurpur si ribellò ai moghul quando le tasse impostegli raggiunsero il 66% nel 1640.
Sino al 1739 il regno rimase uno stato feudatario dell'impero moghul e divenne indipendente durante le campagne di Nader Shah. Durante la campagna indiana di Ahmad Shah Durrani (1747-1767) il raja Raja Prithvi Singh (1770-1805) riuscì ad espellere i musulmani da Pathania e dal forte di Shahpurkandi. Prithvi Singh, inoltre, costrinse suo fratello Inder Singh all'esilio nel 1779 al forte di Mahal Moriyan nello stato di Kangra.
Il raja Bhir Singh subì le minacce di invasione dei sikh, dei gorkha, dei katoch e degli inglesi. Dopo 10 anni di regno, Ranjit Singh riuscì infine ad annettere il regno di Nurpur nel 1815. Il raja Bhir Singh riprese possesso brevemente di Nurpur nel 1846 ma morì in combattimento presso il locale forte poco dopo.
La lotta continuò sotto suo figlio, il raja Jaswant Singh Pathania ed il cugino di questi, Bansein Wazira, che riprese la guerriglia ma venne catturato presso il forte di Lakhanpur che si trovava sotto il controllo inglese. Lo stato venne infine annesso dalla Compagnia britannica delle Indie orientali nel 1849, concedendo una pensione annua di 5000 rupie al monarca.

### Governanti
I sovrani di Jalaun portavano il titolo di raja.

#### Raja
- c. 1095 Raja Jhet Pal
- XII secolo – 1313 Numero incerto di successori
- 1313 – 1353 Jas Pal
- 1353 – 1397 Kailas Pal
- 1397 – 1438 Nag Pal
- 1438 – 1473 Prithi Pal
- 1473 – 1513 Bhil Pal
- 1513 – 1558 Bakht Mal
- 1558 – 1580 Pahari Mal
- 1580 – 1613 Basu Dev
- 1613 – 1618 Suraj Mal
- 1618 – 1646 Raja Jagat Singh
- 1646 – 1661 Rajrup Singh
- 1661 – 1700 Mandhata Singh
- 1700 – 1735 Dayadatha
- 1735 – 1770 Fateh Singh
- 1770 – 1805 Prithvi Singh
- 1805 – 1815 Bhir Singh
- 1846 – 1849 Jaswant Singh (m. 1898)